# День української пісні
День української пісні — неофіційне свято, що відзначається по всій Україні з 2000-х років в різні дні з метою популяризації української пісенної творчості.

## Історія свята
Серед днів, в які різні громади відзначали День української пісні — 22 січня, 25 червня, 24 серпня

### Ініціатива запровадження свята 12 серпня
12 серпня 2017 року з нагоди 55-річчя від дня польоту в космос першого космонавта-українця Павла Поповича редакція видання «Український інтерес» звернулася до Президента України з пропозицією запровадити на державному рівні свято День української пісні.
Саме під час цього польоту вперше відбувся радіо- та відеозв'язок між бортом і Центром керування польотами. Кадри з космосу також вперше транслювалися по телебаченню. Під час польоту Попович спеціально для головного конструктора космічних кораблів Сергія Корольова, теж українця, заспівав відому українську пісню «Дивлюсь я на небо та й думку гадаю». Таким чином саме українська пісня стала першою, що пролунала на весь Всесвіт.
Ініціативу підтримала низка громадських об'єднань. 8 жовтня 2020 року волонтери та військові на горі Карачун поблизу Слов'янська відкрили пам'ятний знак «12 серпня — день української пісні». Цей пам'ятник українській пісні виготовив на благодійній основі скульптор, Заслужений художник України Віталій Рожик з Житомирщини.
12 серпня 2022 року у Коростишівському міському парку культури та відпочинку відбулося урочисте відкриття закладки під пам'ятний знак Українській пісні з нагоди 60-річчя виконання пісні «Дивлюсь я на небо…» з вуст першого космонавта-українця Павла Поповича.

### Ініціатива запровадження свята 13 вересня
У березні 2016 року Чернівецька обласна рада встановила в області Свято української пісні щороку в другу неділю вересня. Свято приурочили до річниці першого виконання пісень «Червона рута» та «Водограй» Володимира Івасюка, які пролунали на Театральній площі Чернівців 13 вересня 1970 року. З пропозицією відзначати цей день на державному рівні буковинські депутати зверталися тоді до Верховної Ради України.
У березні 2019 звернення на підтримку ініціативи Чернівецької облради надіслали Президенту України Петру Порошенку також Львівська і Рівненська обласні ради.